# Otiothops kochalkai
Otiothops kochalkai là một loài nhện trong họ Palpimanidae. Loài này được phát hiện ở Colombia.